# José Paulo de Azevedo Sodré
José Paulo de Azevedo Sodré (Rio de Janeiro, 25 de julho de 1901 – Vassouras, 31 de janeiro de 1975) foi um médico brasileiro.
Graduado pela Faculdade de Medicina do Rio de Janeiro em 29 de dezembro de 1923, defendendo a tese “Sífilis da Bexiga”. Foi eleito membro da Academia Nacional de Medicina em 1944, sucedendo Benjamin Vinelli Baptista na Cadeira 31, que tem Antônio Augusto de Azevedo Sodré como patrono.